# Арандаренко, Владимир Иванович
Владимир Иванович Арандаренко (1866—1923) — русский горный инженер, статский советник, директор Горного департамента.

## Биография
- 1894 год: окончил Горный институт по 1 разряду, коллежский секретарь.
- 1900—1904 гг.: управляющий рудником С. Н. Калачевского в Верхнеднепровском уезде Екатеринославской губернии.
- 1898 год: титулярный советник.
- 1901 год: коллежский асессор.
- 1908 год: представитель Совета съездов промышленности и торговли от нефтепромышленников В. И. Арандаренко высказал корреспонденту следующее: «Что сказать о современном положении нефтепромышленности? Без сомнения, она, как и всякая другая промышленность, находится в страшном упадке и нужна колоссальная продуктивная работа, чтобы хоть несколько урегулировать её. В нефтепромышленности это особенно трудно. В министерстве, вероятно, думают, что стоит только принять меры к удешевлению нефти — и нарекания на её дороговизну прекратятся. В том-то и дело, что такие меры, каковы они ни были бы, не могут удешевить продукта. Богато нефтяное дело в России и жаль его гибели, если подлежащие ведомства, вместо того, чтобы работать, будут вырабатывать беспочвенные законопроекты»[1].
- 1909 год: коллежский советник.
- 1910 год: состоял по ГГУ (??) с откомандированием на рудники Калачевского в Екатеринославской губернии.
- 1912 год: вице-директор Горного департамента
- 1912—1915 гг.: директор Горного департамента; 1913: статский советник.
- Член правления и директор-распорядитель Московского металлического завода (Гужон).
- 14—22 сентября 1917 года: делегат от Московского Торгово-Промышленного комитета на Всероссийском Демократическом Совещании, созванным по решению Объединённого заседания ВЦИК Советов РСД и Исполкома Всероссийского Совета КД 3 сентября в Петрограде.
- В последние годы — заместитель управляющего Подмосковным Каменноугольным бассейном по эксплуатации и строительству.

Скончался 3 марта 1923 года в Москве после тяжелой болезни. Похоронен на Новодевичьем кладбище.

## Труды
- Вл. И. Арандаренко Промышленность и торговля. — 1909. — Т. I. — С. 747.